# Rhinosporidoóza

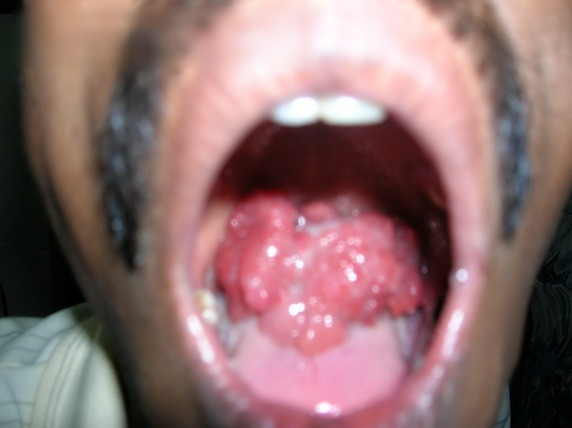
Rhinosporidoóza v orofarynxu

Rhinosporidióza je infekční onemocnění způsobené organismem Rhinosporidium seeberi patřícím mezi Ichthyosporea. Toto onemocnění může postihovat ptáky a savce, včetně člověka.